# Октябрьське
Октябрьське (рос. Октябрьское) — селище Багратіоновського району, Калінінградської області Росії. Входить до складу Погранічного сільського поселення.
Населення — 1 особа (2015 рік).